# Hégémonie culturelle

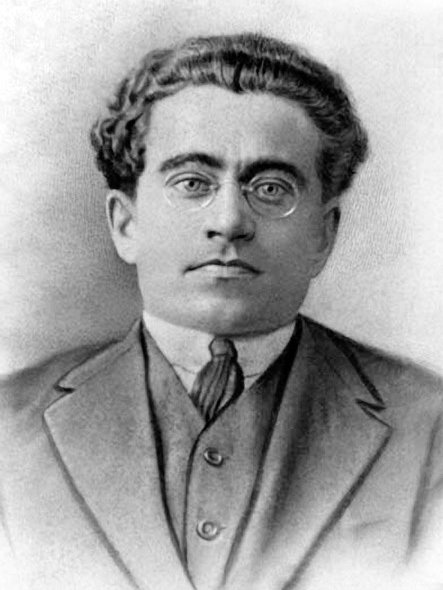
Antonio Gramsci, théoricien de l'hégémonie.

Pour les articles homonymes, voir hégémonie.
 (avril 2021).
Si vous disposez d'ouvrages ou d'articles de référence ou si vous connaissez des sites web de qualité traitant du thème abordé ici, merci de compléter l'article en donnant les références utiles à sa vérifiabilité et en les liant à la section « Notes et références ».
L'hégémonie culturelle est un concept développé à la suite du théoricien marxiste non conformiste italien Antonio Gramsci. Il part du postulat que la conquête du pouvoir présuppose celle de l'opinion publique. Il décrit la domination culturelle de la classe dirigeante, ainsi que le rôle que les pratiques quotidiennes et les croyances collectives jouent dans l'établissement des systèmes de domination.

## Définition
L'analyse de l'hégémonie a été d'abord formulée par Antonio Gramsci pour expliquer pourquoi les révolutions communistes prédites par Marx dans les pays industrialisés ne s'étaient pas produites. Marx et ses successeurs avaient en effet affirmé que la croissance du capitalisme industriel produirait une gigantesque classe ouvrière et des récessions économiques cycliques. Ajoutées aux autres contradictions du capitalisme, ces récessions conduiraient une écrasante majorité de la population, les travailleurs, à développer, pour défendre leurs intérêts, des organisations, notamment des syndicats et des partis politiques. La succession des crises économiques amènerait enfin la classe ouvrière à renverser le capitalisme dans une révolution, à restructurer les institutions économiques, politiques et sociales, sur la base du socialisme scientifique, et à commencer la transition vers une société communiste. En termes marxistes, le changement d'infrastructures économiques impliquait un bouleversement de la superstructure culturelle et politique. Bien que Marx et Engels aient prédit ce scénario dans le célèbre Manifeste du Parti communiste (1848), les travailleurs des pays industrialisés n'avaient toujours pas mené à bien cette « mission » plusieurs décennies plus tard.
Gramsci pensait que l'échec des travailleurs à faire la révolution socialiste était dû à l'emprise de la culture hégémonique bourgeoise sur l'idéologie et les organisations des travailleurs.
En d'autres termes, les représentations culturelles de la classe dirigeante, c'est-à-dire l'idéologie dominante, avaient déteint plus que Marx n'aurait pu le penser sur les masses de travailleurs. Dans les sociétés industrielles « avancées », des outils culturels hégémoniques tels que l'école obligatoire, les médias de masse et la culture populaire avaient inculqué une « fausse conscience » aux travailleurs. Au lieu de faire en sorte qu'advienne une révolution qui servirait vraiment leurs besoins collectifs (selon les marxistes), les travailleurs des sociétés « avancées » cédaient aux sirènes du nationalisme, du consumérisme et de l'ascension sociale, embrassant un ethos individualiste de compétition et de réussite personnelle ou encore se rangeant derrière les chefs religieux bourgeois.
Constatant l'échec relatif du déterminisme économique face à la force de l'idéologie dominante, Gramsci proposa une distinction entre « guerre de position » et « guerre de mouvement ». La « guerre de position » est une guerre culturelle contre les valeurs bourgeoises qui se présentent comme « naturelles » ou « normales ». Les éléments socialistes doivent pour cela chercher à percer dans les médias d'information, les organisations de masse et les institutions éducatives en vue de propager l'analyse et la théorie révolutionnaires, d'augmenter la conscience de classe et de pousser à l'engagement révolutionnaire. Cette lutte culturelle doit permettre au prolétariat d'attirer toutes les classes opprimées dans sa lutte pour la prise du pouvoir politique. Pour Gramsci, toute classe qui vise à la conquête du pouvoir politique doit en effet dépasser ses simples intérêts « économiques », prendre la direction morale et intellectuelle, et faire des alliances et des compromis avec un certain nombre de forces sociales. Gramsci appelle cette union des forces sociales un « bloc historique » (terme emprunté au syndicaliste Georges Sorel).
Un succès dans cette « guerre de position » permettrait aux communistes de commencer la « guerre de mouvement », c'est-à-dire l'insurrection contre le capitalisme avec le soutien des masses.

## Les «gramscismes de droite»

### La «Nouvelle Droite»
Fondé en 1969 en France, le Groupement de recherches et d'études pour la civilisation européenne affirme que le combat essentiel de la Nouvelle Droite doit être avant tout métapolitique. Il se revendique donc d'un « gramscisme de droite », pour « agir dans le champ idéologique et culturel, préalablement à la prise du pouvoir effectif (politique) ».

### Depuis 2018
L'idée d’hégémonie culturelle est reprise par Marion Maréchal et son entourage, qui estiment qu’avant d’être électoral le combat doit être « métapolitique ». Marion Maréchal affirme elle-même qu'« il est temps d’appliquer les leçons d’Antonio Gramsci » pour renverser la domination des idées de gauche qui selon elle ont « gangrené » la droite,.

## Traduction française de Gramsci
- L'Hégémonie culturelle, textes choisis et présentés par Jean-Yves Frétigné et Baptiste Colmant, Paris, Payot, coll. « Petite Bibliothèque Payot », 2024.  (ISBN 978-2-228-93655-2)